# Campeonato de España de Selecciones Autonómicas de Baloncesto U13 Masculino
El Campeonato de España de Selecciones Autonómicas U13 de 3x3 Masculino (CESA U13 3x3) es una competición nacional organizada por la Federación Española de Baloncesto (FEB) que reúne, desde 2023, a las selecciones autonómicas masculinas sub-13 en la modalidad 3x3. Se disputa de forma simultánea al U13 femenino y a las categorías U15, en sede única y durante un fin de semana, con emisión a través de los canales oficiales de la FEB.

## Formato de competición
Participan las 19 federaciones autonómicas. Los equipos se reparten en grupos de 5 (según inscripción) para una fase de liguilla a una vuelta. Posteriormente, los mejores clasificados acceden a la fase final (cuartos de final, semifinales y final), además del partido por el tercer puesto.

## Sedes y ediciones
| Ed. | Año  | Sede      | Resultado   | Oro      | Plata          | Bronce    |
| --- | ---- | --------- | ----------- | -------- | -------------- | --------- |
| I   | 2023 | Blanes    | 14–12 (pr.) | Cataluña | Andalucía      | Canarias  |
| II  | 2024 | Cartagena | 21–9        | Cataluña | Islas Baleares | Andalucía |
| III | 2025 | Melilla   | 19–14       | Galicia  | Cataluña       | Andalucía |

## Palmarés por federaciones
| Federación     | Oro | Plata | Bronce | Años campeonato |
| -------------- | --- | ----- | ------ | --------------- |
| Cataluña       | 2   | 1     | 0      | 2023, 2024      |
| Galicia        | 1   | 0     | 0      | 2025            |
| Andalucía      | 0   | 1     | 2      | —               |
| Islas Baleares | 0   | 1     | 0      | —               |
| Canarias       | 0   | 0     | 1      | —               |